# Province de Bình Thuận
Bình Thuận est une province de la Côte centrale du Sud du Viêt Nam. Son chef-lieu est Phan Thiết.

## Transports
La route nationale 1A relie 6 des 10 districts de la province au reste du pays. 
La gare de Bình Thuận située à 10 km au nord Ouest de Phan Thiết est desservie par le chemin de fer Nord-Sud du Viêt Nam. 
La province est reliée aux montagnes centrales par route nationale 28 de Phan Thiết à Di Linh et la province de Đắk Nông ainsi que par la route nationale 55 de Vũng Tàu à La Gi et Bảo Lộc. 

## Administration
La Province de Bình Thuận est composée d'une ville Phan Thiết et des districts suivants:
- Bắc Bình
- Đức Linh
- Hàm Thuận Bắc
- Hàm Thuận Nam
- Hàm Tân
- Phú Quý
- Tánh Linh
- Tuy Phong